# Ievgueni Beliàiev (esquiador de fons)
Ievgueni Beliàiev   (Kírovsk, 20 de març de 1954 - 17 de març de 2003) fou un esquiador rus, ja retirat, especialista en esquí de fons, que va competir sota bandera de la Unió Soviètica durant les dècades de 1970 i 1980.
El 1976 va prendre part als Jocs Olímpics d'Hivern d'Innsbruck, on va disputar tres proves del programa d'esquí de fons. Guanyà la medalla de plata en la prova dels 15 quilòmetres i la de bronze en els relleu 4x10 km, formant equip amb Nikolay Bazhukov, Sergey Savelyev i Ivan Garanin. Quatre anys més tard, als Jocs de Lake Placid, va disputar quatre proves del programa d'esquí de fons. Formant equip amb Vasily Rochev, Nikolay Bazhukov i Nikolay Zimyatov guanyà la medalla d'or en el relleu 4x10 km, mentre en els 15 quilòmetres fou cinquè, en els 50 quilòmetres sisè i en els 30 quilòmetres onzè.
Al Campionat del món d'esquí nòrdic de 1978 va guanyar dues medalles de plata, en els 15 i 50 quilòmetres. A nivell nacional va guanyar tres campionats soviètics, dos dels 50 quilòmetres (1978 i 1981) i un per relleus (1983). Una vegada retirat va treballar en una fàbrica de cervesa.